# Entrevista com o Vampiro
Entrevista com o Vampiro é um livro de terror gótico escrito pela romancista estadunidense Anne Rice. Sua primeira edição foi publicada nos Estados Unidos em 1976 e foi a primeira obra de sucesso da autora. Escrito em estilo de crônica, Entrevista com o Vampiro centra no personagem Louis de Pointe du Lac, que conta a história de sua vida para um repórter. Rice compôs o romance logo após a morte de sua filha Michelle, que serviu de inspiração para a personagem Claudia. Embora inicialmente tenha sido objeto de recepção crítica mista, o livro (lançado em português em 1977 com a elogiada tradução de Clarice Lispector) foi seguido por muitas sequências amplamente populares, conhecidas coletivamente no Brasil como As Crônicas Vampirescas. Uma adaptação cinematográfica foi lançada em 1994, estrelada por Brad Pitt e Tom Cruise, e uma série de televisão em 2022, estrelada por Jacob Anderson e Sam Reid; a obra também foi adaptada para formato HQ três vezes.

## Enredo
Um vampiro chamado Louis de Pointe du Lac conta a história de sua vida de 200 anos a um repórter conhecido simplesmente como "o rapaz". Em 1791, Louis é um jovem proprietário de uma plantação de índigo na Luisiana. Atormentado pela morte de seu irmão, ele busca a morte de todas as formas possíveis. Louis é abordado por um vampiro chamado Lestat de Lioncourt, que desejava a companhia de Louis. Lestat transforma Louis em um vampiro e os dois se tornam companheiros imortais. Lestat passa o tempo se alimentando de escravos enquanto Louis, que acha moralmente repugnante matar humanos para sobreviver, se alimenta de animais. Louis e Lestat são forçados a partir quando os escravos de Louis começam a temer os monstros com os quais viviam e instigam uma revolta. Louis incendeia sua própria plantação; ele e Lestat matam os escravos para evitar que se espalhe a notícia sobre os vampiros que vivem na Luisiana. Gradualmente, Louis se curva sob a influência de Lestat e começa a se alimentar de humanos. Ele lentamente chega a um acordo com sua natureza de vampiro, mas também fica cada vez mais repelido pelo que ele percebe como a total falta de compaixão de Lestat pelos humanos que caça.
Escapando para Nova Orleães, Louis se alimenta de uma menina de cinco anos de idade, dominada pela peste, que ele encontra ao lado do cadáver de sua mãe. Louis começa a pensar em deixar Lestat e seguir seu próprio caminho. Temendo isso, Lestat então transforma a garota em uma "filha vampira" para eles, para dar a Louis uma razão para ficar. Ela então recebe o nome de Claudia. Louis fica inicialmente horrorizado com o fato de Lestat ter transformado uma criança em vampiro, mas logo começa a cuidar de Claudia. Claudia começa a matar facilmente, mas começa a perceber com o tempo que nunca poderá crescer; sua mente amadurece e se transforma na de uma mulher inteligente e assertiva, mas seu corpo continua sendo o de uma jovem. Claudia culpa Lestat por sua condição e, depois de 60 anos morando com ele, trama um complô juntamente com Louis para matar Lestat envenenando-o e cortando sua garganta. Claudia e Louis então jogam seu corpo em um pântano próximo. Enquanto Louis e Claudia se preparam para fugir para a Europa, Lestat aparece, tendo se recuperado do ataque de Claudia, e os ataca por sua vez. Louis ateia fogo em sua casa e mal consegue escapar com Claudia, deixando um Lestat furioso para ser consumido pelas chamas.
Chegando na Europa, Louis e Claudia procuram mais de sua espécie. Eles viajam pela Europa oriental primeiro e de fato encontravam vampiros, mas esses vampiros parecem ser nada mais do que cadáveres animados sem mente. É apenas quando eles chegam a Paris que eles encontram vampiros como eles ― especificamente, o vampiro de 400 anos Armand. Habitando um antigo teatro, Armand e sua coven de vampiros se disfarçam de humanos e se alimentam de humanos vivos e aterrorizados em simulações diante de uma audiência humana viva (que pensa que as mortes são meramente uma performance muito realista). Claudia sente repulsa por esses vampiros e pelo que ela considera seu teatro barato, mas Louis e Armand são atraídos um pelo outro.
Convencida de que Louis vai deixá-la por Armand, Claudia convence Louis a transformar uma fabricante de bonecas parisiense, Madeleine, em uma vampira para servir como companheira substituta. Louis, Madeleine e Claudia vivem juntos por um breve período, mas os três são sequestrados uma noite pelo clã de Armand. Lestat chega, tendo sobrevivido ao incêndio em Nova Orleães. Suas acusações contra Louis e Claudia resultam em Louis sendo trancado em um caixão para morrer de fome, enquanto Claudia e Madeleine estão trancadas em um pátio aberto. Armand chega e solta Louis do caixão, mas Madeleine e Claudia são queimadas até a morte pelo sol nascente; um Louis devastado encontra as cinzas que restaram delas. Louis retorna ao teatro tarde da noite seguinte, queimando-o totalmente e matando todos os vampiros lá dentro, saindo com Armand. Juntos, os dois viajam pela Europa por vários anos, mas Louis nunca se recupera totalmente da morte de Claudia, e a conexão emocional entre ele e Armand rapidamente se dissolve. Cansado do Velho Mundo, Louis retorna a Nova Orleães no início do século XX. Vivendo como um solitário, ele se alimenta de qualquer humano que cruze seu caminho, mas vive nas sombras, nunca criando outro companheiro para si mesmo.
Contando ao menino sobre um último encontro com Lestat em Nova Orleães na década de 1920, Louis termina sua história; após 200 anos, ele está cansado da imortalidade e de toda a dor e sofrimento de que teve que testemunhar. O menino, no entanto, vendo apenas os grandes poderes concedidos a um vampiro, implora para ser transformado em vampiro. Furioso porque seu entrevistador não aprendeu nada com sua história, Louis se recusa, atacando o menino e desaparecendo sem deixar vestígios. O menino então parte para rastrear Lestat na esperança de que ele possa dar a ele a imortalidade.